# Yoo Hyun-young
Yoo Hyun-young (koreanisch 유현영; * 3. Januar 1990 in Masan) ist eine Badmintonspielerin aus Südkorea.

## Sportliche Karriere
Yoo Hyun-young gewann bei der Badminton-Weltmeisterschaft der Junioren 2006 Gold im Mixed mit Lee Yong-dae. Im gleichen Jahre siegten beide auch bei der Junioren-Badmintonasienmeisterschaft. Bei der Badminton-Juniorenweltmeisterschaft 2007 holte sie dreimal Silber. Bei den Erwachsenen stand sie bei der Swiss Open Super Series 2010 im Finale sowie bei der Korea Open Super Series 2010 und der Malaysia Super Series 2010 im Halbfinale.